# 尼尔 (比利时)
尼尔（荷蘭語：Niel，荷蘭語發音：[nil] ⓘ）是比利时弗拉芒大區安特衛普省安特衛普區的一个市镇，通行荷蘭語，是弗拉芒社群的一部分，面积5.27平方千米，人口10,546人（2020年1月1日）。